# Op hoop van zegen (1924)
Op hoop van zegen is een Nederlands-Duitse stomme film uit 1924 van James Bauer en Henk Kleinmann, in zwart-wit. Het scenario is gebaseerd op het toneelstuk Op hoop van zegen uit 1900 van Herman Heijermans. De film heeft als alternatieve titel Die Fahrt ins Verderben.
De film is min of meer een remake van de Nederlandse versie uit 1918, gericht op de Duitse filmmarkt. De cast bestond grotendeels uit Duitse acteurs. Actrice Adele Sandrock is Nederlands, afkomstig uit Rotterdam. Ze speelde eerder al in Duitse producties en schitterde in deze Nederlands-Duitse samenwerking als Kniertje. 
In februari 1924 gingen de opnames van start. De film werd gedraaid in Katwijk, IJmuiden en Scheveningen. 

## Rolverdeling
| Acteur                  | Personage  |
| ----------------------- | ---------- |
| Adele Sandrock          | Kniertje   |
| Hans Adelbert Schlettow | Geert      |
| Erwin Biswanger         | Bos        |
| Paula Batzer            | Clementine |
| Werner Funck            | Reder Bos  |
| Barbara von Annenkoff   | Jo         |
| Joseph Klein            | Simon      |